# Grundämnenas förekomst
Elementens förekomst eller grundämnenas förekomst i universum är av intresse inom astrokemin. Förekomsten mäts på ett av följande tre sätt: massfraktion, molarfraktion eller volymfraktion. Volymfraktion är det vanliga mätsättet när det gäller gaser i blandning, som till exempel planetatmosfärer.
I samband med stjärnbildning och populationer talar man om metallicitet.
Det finns en regel för att underlätta en grov uppskattning av förekomsten: Harkins regel säger att ett grundämne med jämnt atomnummer är vanligare än sina närmaste grannar med udda atomnummer. Det enda större undantaget är väte, som med atomnumret 1 betraktas som det vanligaste grundämnet.

## Elementens förekomst i universum

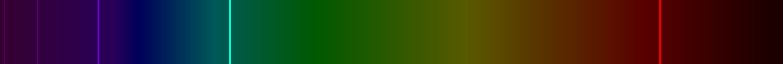
Spektrallinjerna för väte, universums vanligaste grundämne.

Spektroskopisk uppskattning av de tio vanligaste ämnenas förekomst i vår egen galax
| Element   | Massa per miljon |
| --------- | ---------------- |
| Väte      | 739 000          |
| Helium    | 240 000          |
| Syre      | 10 700           |
| Kol       | 4 600            |
| Neon      | 1 340            |
| Järn      | 1 090            |
| Kväve     | 970              |
| Kisel     | 650              |
| Magnesium | 580              |
| Svavel    | 440              |

## Jordklotets sammansättning
Jorden är indelad i fyra olika skikt som alla har skilda egenskaper. Dessa är:
0–40 km - Jordskorpan

40-2 890 km - Manteln

2 890-5 150 km - Yttre kärna

5 150-6 378 km - Inre kärna
Jordskorpan är inte alltid 40 km tjock utan varierar mycket i tjocklek, den är till exempel tunnare under oceanerna och tjockare under bergen. Jordskorpan består mest av kvarts (kiseldioxid) och yttre silikat som till exempel fältspat. 
Jordskorpan och den inre kärnan är fasta skikt, medan den yttre kärnan och manteln är flytande. Kärnan består troligtvis till största delen av järn. Temperaturen i jordens centrum kan vara upp till 7 500 K, vilket är varmare än Solens yta.
Grundämnenas förekomst på jorden i procent:
34,6% - Järn

29,5% - Syre

15,2% - Kisel

12,7% - Magnesium

2,4% - Nickel

1,9% - Svavel

0,05% - Titan